# Deklarace nezávislosti (obraz)
Deklarace nezávislosti (Declaration of Independence, Prohlášení nezávislosti) je obraz amerického malíře Johna Trumbulla zobrazující okamžik předložení návrhu deklarace nezávislosti americkému Kongresu dne 28. června 1776. Kompozice obrazu je založená na mnohem menší verzi této scény, v současné době na Yale University Art Gallery. Většinu postav Trumbull namaloval podle skutečných portrétů. Navštívil Independence Hall, aby mohl zobrazit prostor, kde se Druhý kontinentální kongres konal. Namalováním obrazu byl Trumbull pověřen v roce 1817, v roce 1819 byl zakoupen a v roce 1826 umístěn v rotundě Kapitolu Spojených států.

## Historie
Obraz je někdy nesprávně nazýván Podpis Deklarace nezávislosti. Na obraze je ovšem pětičlenná komise předkládající dne 28. června 1776 Kongresu k posouzení pouze návrh Deklarace. Dokument byl podepsán Kontinentálním kongresem 4. července 1776. Na plátně je 42 z 56 signatářů Deklarace; Trumbull původně zamýšlel namalovat všech 56 signatářů, ale nebyl schopen získat portréty všech zúčastněných. Někteří účastníci debaty deklaraci odmítli podepsat, jedním z nich byl například John Dickinson. Trumbull také neměl portrét Benjamina Harrisona V. podle kterého by mohl malovat. Jeho syn Benjamin Harrison VI. (1755–1799) se velmi podobal svému otci. Trumbull mohl podle něho vytvořit podobu jeho otce, signatáře Deklarace. Vzhledem k tomu, že dokument byl projednáván a podepisován delší dobu, ve skutečnosti se zobrazované osoby nikdy takto nesešli. Stojí za povšimnutí, že tak jak jsou postavy zobrazeny, zdá se že Thomas Jefferson šlape na nohu Johna Adamse, což mnoha lidem vnuklo myšlenku na symboliku jejich vztahu jako politických nepřátel. Při bližším zkoumání malby je však vidět, že jejich chodidla jsou pouze těsně u sebe. Tato část obrazu je na reverzu dvoudolarových bankovek.

## Klíč k historickým postavám zobrazeným na plátně

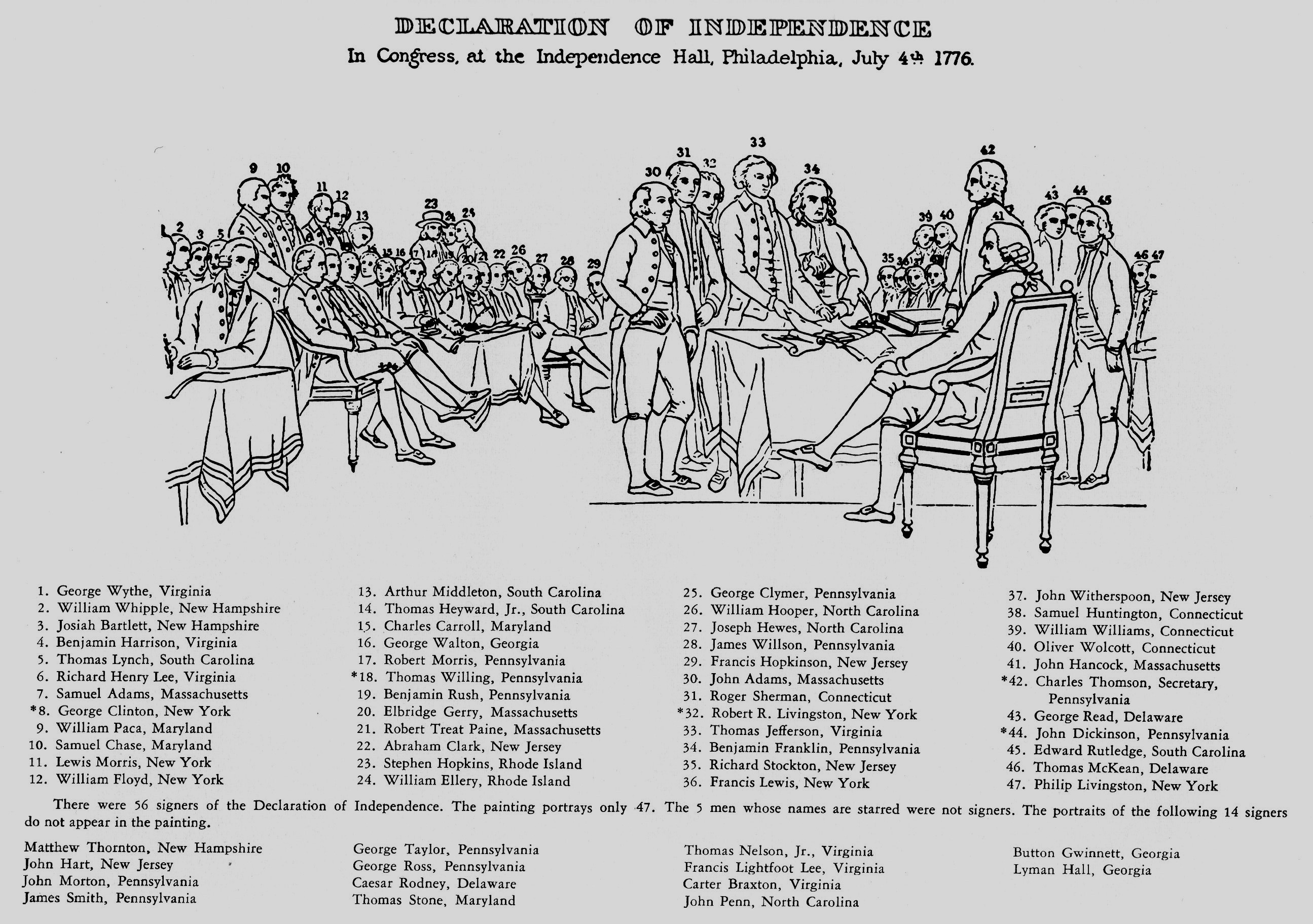
U.S. government's key to the painting

Následující klíč k 47 jménům je číslování používané americkou vládní publikací „Art of the Capitol“. Kresba pod obrazem orientaci na obraze zjednodušuje. Seznam je řazen podle osob na kompozici a to ve směru zleva doprava:
Čtyři muži sedící zcela vlevo:
- 1. George Wythe
- 2. William Whipple
- 3. Josiah Bartlett
- 5. Thomas Lynch Jr.

Sedící u stolu vlevo:
- 4. Benjamin Harrison V.

Sedící spolu vpravo od Harrisona a před stojícími postavami:
- 6. Richard Henry Lee
- 7. Samuel Adams
- 8. George Clinton, (nebyl signatářem, přesto je na obraze zobrazen)

Pět postav stojících spolu vlevo:
- 9. William Paca
- 10. Samuel Chase
- 11. Lewis Morris
- 12. William Floyd
- 13. Arthur Middleton

Tři sedící postavy vzadu mezi dvěma stojícími postavami:
- 14. Thomas Heyward Jr.
- 15. Charles Carroll III.
- 16. George Walton

Tři postavy stojící spolu vzadu:
- 23. Stephen Hopkins
- 24. William Ellery
- 25. George Clymer

Deset sedících postav:
- 17. Robert Morris
- 18. Thomas Willing (nebyl signatářem, přesto je na obraze zobrazen)
- 19. Benjamin Rush
- 20. Elbridge Gerry
- 21. Robert Treat Paine
- 22. Abraham Clark
- 26. William Hooper
- 27. Joseph Hewes
- 28. James Wilson
- 29. Francis Hopkinson

Pět postav stojících vpředu (Výbor pěti):
- 30. John Adams
- 31. Roger Sherman
- 32. Robert R. Livingston (nebyl signatářem, přesto je na obraze zobrazen)
- 33. Thomas Jefferson
- 34. Benjamin Franklin

Čtyři postavy v pozadí, v pravém rohu místnosti:
- 35. Richard Stockton
- 36. Francis Lewis
- 37. John Witherspoon
- 38. Samuel Huntington

Dvě postavy stojící v pravém rohu místnosti:
- 39. William Williams
- 40. Oliver Wolcott

Dvě postavy sedící vpředu u stolu:
- 42. Charles Thomson (nebyl signatářem, přesto je na obraze zobrazen)
- 41. John Hancock

Tři postavy stojící vpravo:
- 43. George Read
- 44. John Dickinson (nebyl signatářem, přesto je na obraze zobrazen)
- 45. Edward Rutledge

Dvě postavy sedící zcela vpravo:
- 46. Thomas McKean
- 47. Philip Livingston

### Deklaraci odmítli podepsat, či podepsali později

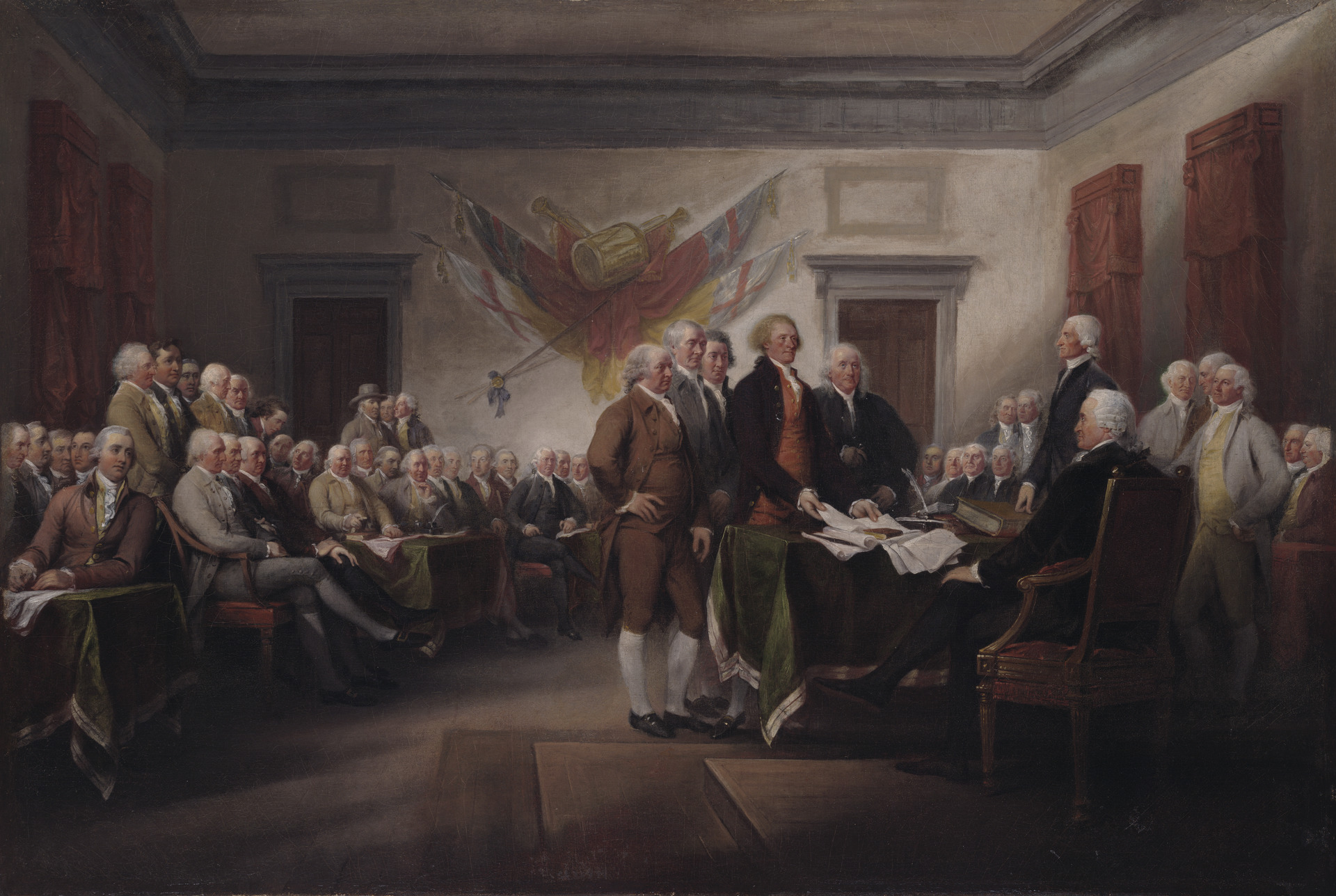
The Declaration of Independence, July 4, 1776, John Trumbull, (1786–1820), Yale University Art Gallery

- Matthew Thornton, New Hampshire
- John Hart, New Jersey
- John Morton, Pensylvánie
- James Smith, Pensylvánie
- George Taylor, Pensylvánie
- George Ross, Pensylvánie
- Caesar Rodney, Delaware
- Thomas Stone, Maryland
- Thomas Nelson Jr., Virginie
- Francis Lightfoot Lee, Virginie
- Carter Braxton, Virginie
- John Penn, Severní Karolína
- Button Gwinnett, Georgie
- Lyman Hall, Georgie

### Poštovní známky, bankovky a jiná verze

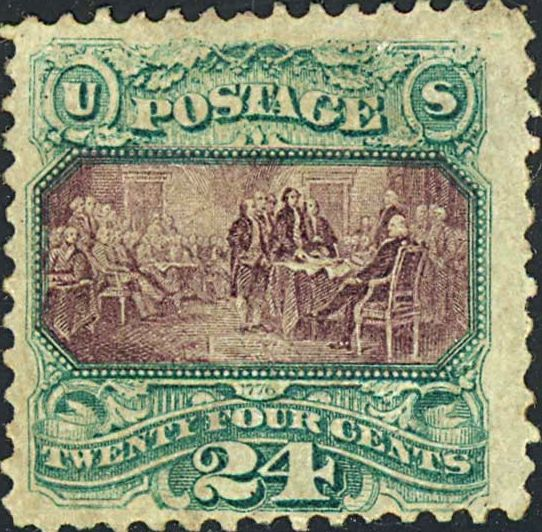
Americká 24 centová známka z roku 1869

Trumbullův obraz Deklarace nezávislosti dokumentující scénu podpisu se objevuje několikrát na měně Spojených států a také na poštovních známkách. Poprvé byl obraz použit na zadní straně stodolarové americké bankovky, která byla vydána v roce 1863. Vyobrazení bylo vyryto Frederickem Girschem z American Bank Note Company. Ocelorytina podle této bankovky byla použita na raznici poštovní známky vydané o šest let později jako součást obrazové série poštovních známek z roku 1869.
Trumbullův obraz je zobrazen na zadní straně dvoudolarových bankovek. Na ní je 40 ze 47 postav z Trumbullovy malby. Ze scény jsou vystřiženy: nejvzdálenější čtyři postavy vlevo – George Wythe, William Whipple, Josiah Bartlett a Thomas Lynch junior; nejvzdálenější dvě postavy napravo – Thomas McKean a Philip Livingston; a jedna ze tří postav sedící v levé zadní části – George Walton. Dále byly přidány dvě nerozpoznané postavy: jedna mezi Samuelem Chasem a Lewisem Morrisem a druhá mezi Jamesem Wilsonem a Francisem Hopkinsonem, čímž se celkový počet postav zobrazených v této prezentační scéně zvýšil na 42.
Trumbull namaloval i menší verzi obrazu s názvem Deklarace nezávislosti o rozměrech 53.02 cm × 78.74 cm (1786–1820). Tato verze je k vidění na Yale University Art Gallery v connecticutském New Havenu.